# Балезина, Тамара Иосифовна
Тама́ра Ио́сифовна Бале́зина (в девичестве Каплун; 28 апреля 1913, Старобельск — 11 августа 2010, Москва) — советский микробиолог-вирусолог, кандидат медицинских наук, соавтор отечественного пенициллина и интерферона.

## Биография
Родилась в Старобельске (ныне — Луганской области). Закончила 7-летнюю школу, затем 2 курса Индустриального техникума — профшколы, обучаясь на профессию трактористки. В 1929 году поступила в Сталинский медицинский институт, откуда в 1931 году перевелась в Куйбышевский мединститут. Окончив в 1935 году с отличием санитарно-гигиенический факультет Куйбышевского мединститута, работала врачом-бактериологом в поликлинике при станции Сызрань I. В 1936 году поступила в очную аспирантуру по специальности «микробиология», затем в связи с переводом мужа в Москву перешла в аспирантуру ВИЭМ.
С 1942 года работала в Отделе биохимии микробов ВИЭМ, которым руководила З. В. Ермольева, где непосредственно участвовала в создании отечественного пенициллина.
В 1945—1952 годы работала старшим научным сотрудником Всесоюзного НИИ пенициллина и других антибиотиков, ВНИХФИ, Института эпидемиологии и микробиологии им. Н. Ф. Гамалеи. В 1955—1956 годы работала в ЦИУ врачей, в 1956—1975 — в Институте вирусологии им. Д. И. Ивановского, последние годы — в должности заведующей Кабинетом интерферона. Ряд лет формально числилась в других НИИ АМН СССР, оставаясь всё время под руководством академика АМН СССР З. В. Ермольевой. Выйдя на пенсию, 26 лет вела на общественных началах приём в Комнате здоровья при РЭУ на ул. Новопесчаная в д. 8.
Скончалась 11 августа 2010 г. Похоронена на Ваганьковском кладбище (колумбарий, секция 55)

### Семья
В 1937 году вышла замуж за Степана Афанасьевича Балезина (1904—1982) — советского химика, основателя научной школы ингибиторов коррозии металлов.
Сын — Александр Степанович Балезин (1952 г.р.) — доктор исторических наук, профессор, главный научный сотрудник Отдела региональных исследований (Центр африканских исследований) Института всеобщей истории РАН.

## Научная деятельность
7 июня 1944 года защитила кандидатскую диссертацию («Получение, исследование и клиническое применение пенициллина»). С 10 февраля 1945 — старший научный сотрудник.
Автор более 80 научных работ.

### Пенициллин
Является соавтором отечественного пенициллина, полученного в лабораторных условиях в 1942 году независимо от англо-американского. Именно она в результате долгих поисков нашла грибок penicillium crustosum, послуживший продуцентом отечественного препарата, получившего название «пенициллин-крустозин ВИЭМ».

### Интерферон
В 1950-е годы разработала методику получения интерферона на основе фибробластов куриных эмбрионов. Ей также принадлежит идея поиска продуцентов эндогенного интерферона, то есть веществ, заставляющих человеческий организм вырабатывать собственный интерферон, тем самым защищаясь от вирусных инфекций. За эту работу 5 октября 1972 г. вместе с сотрудниками она получила авторское свидетельство за № 363746 на изобретение «Способ получения интерферона». Как предмет изобретения в нём указан «Способ получения интерферона в клеточных культурах животного происхождения путём внесения вируса-индуктора в культуру, отличающийся тем, что с целью увеличения продолжительности интерферонообразования, в качестве индуктора интерферона используются вирусы растений».

### Избранные труды
- Балезина Т. И. К истории открытия отечественного пенициллина // Антибиотики и химиотерапия. — 1994. — Т. 39, № 1. — С. 29-32.
- Балезина Т. И. К истории получения З. В. Ермольевой пенициллина // Антибиотики и химиотерапия. — 1998. — Т. 43, № 2. — С. 7—9.
- Балезина Т. И. Получение, исследование и клиническое применение пенициллина: Дисс. … канд. мед. — М.: ВИЭМ, 1944.
- Ермольева З. В., Балезина Т. И. Пенициллин-крустозин ВИЭМ // Журнал микробиологии, эпидемиологии и иммунологии. — 1944. — № 5.
- Ермольева З. В., Балезина Т. И., Маршак А. М. Пенициллин и его клиническое применение // Клиническая медицина. — 1944. — Т. 22, № 3.

## Награды
- значок «Отличнику здравоохранения» (СССР)
- медали:
  - «За доблестный труд в Великой Отечественной войне»
  - «50 лет победы в Великой Отечественной войне 1941—1945 гг.»
  - «60 лет победы в Великой Отечественной войне 1941—1945 гг.»
  - «65 лет победы в Великой Отечественной войне 1941—1945 гг.»
  - «В память 800-летия Москвы»
  - «В память 850-летия Москвы»
  - «Ветеран труда».